# Vorondil
Vorondil, bijgenaamd de Jager, is een personage in J.R.R. Tolkiens werk In de ban van de ring.
Vorondil werd geboren in het jaar 1919 van de Derde Era als zoon van Pelendur, de Stadhouder van Gondor. Toen zijn vader in D.E. 1998 overleed diende Vorondil koning Eärnil II als Stadhouder.
Zijn bijnaam ontleende Vorondil aan het feit dat hij een verwoed jager was en hij stond erom bekend dat hij jaagde tot aan de Zee van Rhûn. Hij liet de Hoorn van Gondor maken, dat een erfstuk van het Huis van Húrin werd. Zijn nakomeling Boromir, lid van het Reisgenootschap van de Ring, blies op deze hoorn vlak voordat hij sneuvelde op Amon Hen.
Vorondil stierf in D.E 2029 en werd als Stadhouder opgevolgd door zijn zoon Mardil.
Pelendur · Vorondil · Mardil Voronwë · Eradan · Herion · Belegorn · Húrin I · Túrin I · Hador · Barahir · Dior · Denethor I · Boromir · Cirion · Hallas · Húrin II · Belecthor I · Orodreth · Ecthelion I · Egalmoth · Beren · Beregond · Belecthor II · Thorondir · Túrin II · Turgon · Ecthelion II · Denethor II · Faramir